# Crise de la centrale nucléaire de Zaporijjia
Pour les articles homonymes, voir Zaporijjia (homonymie).
Invasion de l'Ukraine par la Russie de 2022
Occupation russe de l'oblast de Zaporijjia
Batailles
Offensive de Kiev (Jytomyr, Kiev) : 
- 1re Hostomel
- Tchernobyl
- Ivankiv
- Kiev
- 2e Hostomel
- Vassylkiv
- Boutcha
- Irpin
  - Bombardement de réfugiés
- Jytomyr
- Mochtchoun
- Makariv
- Brovary

Offensive du Nord (Tchernihiv, Soumy) :
- Hloukhiv
- Slavoutytch
- Bombardements
- Soumy
- Trostianets
- Tchernihiv
- Okhtyrka
- Lebedyn
- Konotop
- Romny
- Desna
- Escarmouches frontalières

Russie  (Briansk, Belgorod) :
- Incursions en Russie occidentale
  - Oblast de Briansk
  - Oblasts de Belgorod et de Koursk
    - Incursions de 2024

  - Bombardement de Belgorod
- Oblast de Koursk (août 2024)

Campagne de l'Est (Donetsk, Louhansk, Kharkiv)
Kharkiv :
- 1re Kharkiv
  - Tchouhouïv
  - Bombardements : en février
  - en mars
  - en avril
  - du bâtiment administratif
- Izioum
- 2e Kharkiv
  - Balaklia
  - 1re Koupiansk
  - Chevtchenkove
- 3e Kharkiv

Nord du Donbass:
- Starobilsk
- Sloviansk
  - Dovhenke
  - 1re Lyman
  - Sviatohirsk
  - Bohorodychne et Krasnopillia
  - Bombardements : Bilohorivka
  - Kramatorsk
- Sievierodonetsk
  - Kreminna
  - Donets
  - Roubijné
  - Popasna
  - Tochkivka
  - Massacre
- Lyssytchansk
- 2e Kharkiv
  - Balaklia
  - 1re Koupiansk
  - Chevtchenkove
  - 2e Lyman
- Oblast de Louhansk
  - Ligne Svatove-Kreminna
  - Serebryansky
  - 2e Koupiansk

 Centre du Donbass:
- Horlivka
- Popasna
- Svitlodarsk
- Bakhmout
  - Soledar
- Siversk
- Tchassiv Iar
- Toretsk

Sud du Donbass :
- Volnovakha
- Marioupol
  - Bombardements : de l'hôpital
  - du théâtre
  - de l'école d'art
- Pisky
- Vouhledar
  - Pavlivka
- Marïnka
- Contre-offensive de 2023
- Avdiïvka
- Novomykhaïlivka
- Pokrovsk
  - Krasnohorivka
  - Toretsk
- Bombardements :
- Makiïvka
- Donetsk

Campagne du Sud (Mykolaïv, Kherson, Zaporijjia)
- 1re Kherson
- Odessa
- Melitopol
- Mykolaïv
  - Bombardements : à fragmentation
  - du bâtiment administratif
- 1re Berdiansk
- Zaporijjia
- Tchornobaïvka
- Enerhodar
- Voznessensk
- Houliaïpole
- Davydiv Brid
- 2e Berdiansk
- Nova Kakhovka
- 2e Kherson
  - Doudtchany
- Dniepr
- Tchoulakivka
- Contre-offensive de 2023
  - Robotyne

Frappes aériennes dans l'Ouest et le Centre de l'Ukraine
- Lviv (02/2022)
- Vinnytsia (03/2022)
- Yavoriv (03/2022)
- Deliatyne (03/2022)
- Dnipro

Guerre navale
- Île des Serpents (02/2022)
- Moskva (04/2022)

Attaques en Crimée
- Novofedorivka (08/2022)
- Djankoï (08/2022)
- Pont de Crimée (10/2022)
- Base navale de Sébastopol (10/2022)
- Pont de Crimée (07/2023)
- Base navale de Sébastopol (09/2023)

Débordement
- Aéroport de Millerovo
- Sabotages en Russie
- Attaques en Transnistrie
- Sabotage des gazoducs Nord Stream
- Terrain d'entraînement militaire de Soloti
- Explosions en Pologne
- Bases aériennes de Dyagilevo et Engels-2
- Base aérienne de Minsk-Matchoulichtchi
- Crise russo-moldave de 2023
  - Accusations de tentative de coup d'État en Moldavie
- Incident de drone de 2023 en mer Noire
- Rébellion du groupe Wagner

Massacres
- Tchernihiv
- Boutcha
- Borodianka
- Olenivka
- Izioum

La crise de la centrale nucléaire de Zaporijjia est survenue lors de l'invasion russe de l'Ukraine en 2022 lorsque la centrale nucléaire de Zaporijjia est devenue le centre d'une crise de sûreté nucléaire en cours, décrite par l'Ukraine comme un acte de terrorisme nucléaire par la Russie.
L'usine, qui est la plus grande du genre en Europe, a vu ses infrastructures détruites par des bombardements, des dommages à ses lignes électriques, équivalant à ce que les autorités ukrainiennes appellent la plus grande situation de ce type de l'histoire. Une catastrophe potentielle peut dépasser l'ampleur des catastrophes précédentes dans les centrales nucléaires,.
Selon un rapport de l'Agence internationale de l'énergie atomique (AIEA), "La situation en Ukraine est sans précédent. C'est la première fois qu'un conflit militaire se produit dans les installations d'un grand programme nucléaire bien établi". L'expert en sécurité nucléaire Attila Aszódi a déclaré qu'un événement de type et d'ampleur similaires à la catastrophe de Tchernobyl n'est techniquement et physiquement pas possible dans la centrale de Zaporijjia, tout en appelant à des mesures urgentes pour assurer la sécurité de la centrale.
Le 11 septembre, le dernier réacteur en fonctionnement de la centrale a été placé en arrêt à froid, un état nécessitant moins d'énergie pour le refroidissement, réduisant ainsi le danger posé par des dommages à la connexion de la centrale au réseau énergétique plus large. Cependant, le combustible usé sur le site pourrait encore représenter un risque important si les systèmes de stockage ou de refroidissement étaient endommagés par les combats.

## Chronologie
L'usine est occupée par les forces russes depuis le 3 mars 2022. Le 5 juillet 2022, le Wall Street Journal a rapporté que les forces russes avaient aménagé une base militaire dans le complexe en déployant un lance-roquettes multiple automoteur lourd BM-30 Smertch. Les 19 et 20 juillet, trois drones suicides ukrainiens ont attaqué le lanceur russe "Grad" et des tentes militaires sur le site. Le ministère ukrainien de la Défense a déclaré que trois occupants russes avaient été tués et douze autres blessés. L'administration de l'occupation aurait déclaré qu'au moins onze employés avaient été blessés. Un responsable de l'occupation a déclaré que les réacteurs n'étaient pas endommagés et qu'il était peu probable qu'ils aient été la cible.

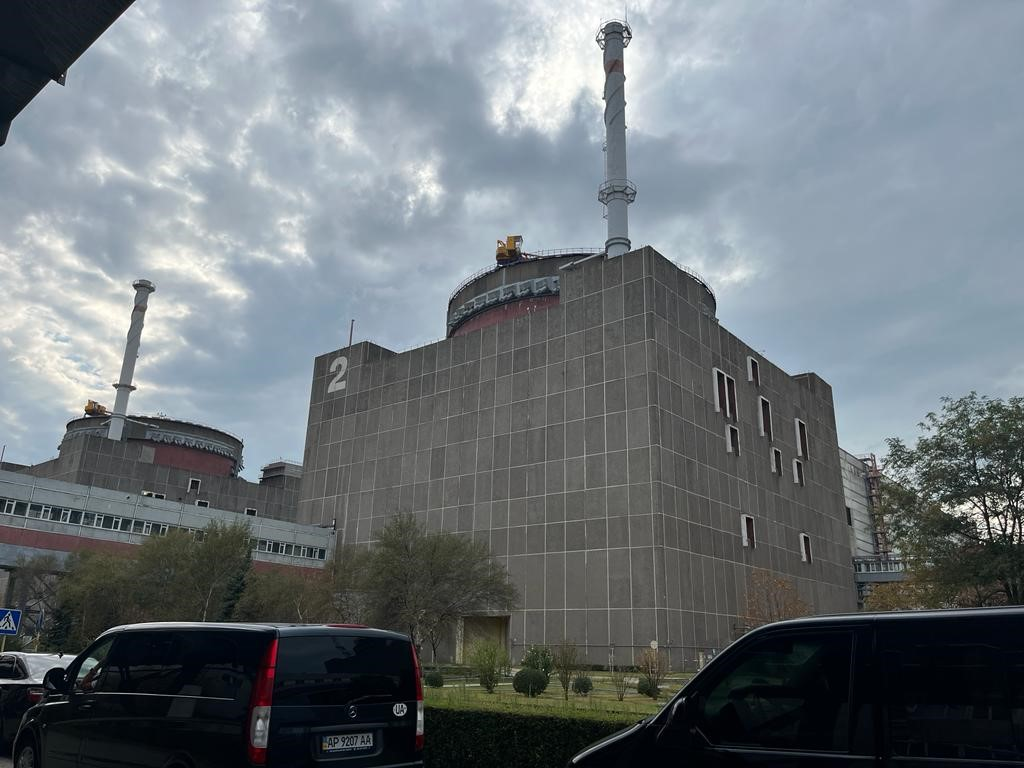
Réacteur 2 lors de l'inspection de l'AIEA de septembre.

Le 3 août 2022, Rafael Grossi, chef de l'AIEA, a exprimé de graves inquiétudes quant à l'intégrité physique de la centrale, si toutes les réparations et l'entretien nécessaires étaient effectués et la sécurité des matières nucléaires. Une mission d'inspection de l'usine était prévue par l'AIEA, attendant l'approbation des parties ukrainiennes et russes, ainsi que l'autorisation des Nations unies. Energoatom s'est opposé à une visite de l'AIEA car "toute visite légitimerait la présence de la Russie là-bas". Le responsable de l'occupation Ievgueni Balitski a invité l'AIEA à se rendre sur place pour montrer comment les russes gardaient l'installation pendant que les ukrainiens l'attaquaient. Le 5 août, le tableau électrique de 750 kV de la centrale a été bombardé, provoquant l'arrêt de trois transformateurs et la déconnexion du réseau d'un des trois réacteurs en fonctionnement, et déclenchant son système de protection d'urgence,.
Le 8 août, des dommages ont été signalés à l'usine. Les autorités ukrainiennes ont déclaré que les bombardements russes avaient endommagé trois capteurs de rayonnement et laissé un travailleur hospitalisé. Le président ukrainien Volodymyr Zelensky a accusé la Russie de mener une "terreur nucléaire". Les autorités locales soutenues par la Russie ont déclaré que les forces ukrainiennes avaient frappé le site avec un lance-roquettes multiple, endommageant des bâtiments administratifs et une zone proche d'une installation de stockage nucléaire. Le secrétaire général de l'ONU Guterres a déclaré que "toute attaque contre une centrale nucléaire est une chose suicidaire", appelant à ce que les inspecteurs de l'AIEA y aient accès. Energoatom a appelé à une zone démilitarisée autour de l'usine avec le déploiement de casques bleus internationaux.
Le 9 août, le responsable d'Energoatom a déclaré que la Russie prévoyait de déconnecter la station du réseau ukrainien et de la connecter au réseau russe.
Le 11 août, la Russie a convoqué une réunion du Conseil de sécurité des Nations unies pour discuter de la situation à l'usine. La délégation russe a déclaré que les forces ukrainiennes avaient, le 5 août, utilisé de l'artillerie lourde pour bombarder l'usine et, le 6 août, attaqué avec des armes à sous-munitions. Ils ont appuyé une visite de l'AIEA. La délégation ukrainienne a déclaré que la Russie avait "organisé le bombardement de la centrale nucléaire", que la Russie utilisait la centrale pour bombarder des villes ukrainiennes et qu'elle soutenait également une visite de l'AIEA traversant le territoire contrôlé par l'Ukraine. La délégation des Émirats arabes unis a réaffirmé que l'article 56 du Protocole I des Conventions de Genève interdit les attaques contre les centrales nucléaires. Grossi a déclaré que la situation était "très alarmante" mais qu'il n'y avait pas de menace immédiate pour la sûreté nucléaire, bien que la situation puisse changer,.
Toujours le 11 août, l'usine a été bombardée à plusieurs reprises, y compris près de l'endroit où étaient entreposées des matières radioactives. L'Ukraine a déclaré que la Russie avait effectué le bombardement, tandis que les responsables russes ont déclaré que l'Ukraine l'avait fait,. Le 14 août, Zelensky a accusé la Russie de stationner des troupes à l'usine pour tirer sur les villes de Nikopol et de Marhanets à travers le réservoir de Kakhovka. Dans la seconde quinzaine d'août, une vidéo est apparue montrant des camions militaires et des véhicules blindés russes garés dans des bâtiments abritant des turbines génératrices, ce qui a été confirmé plus tard lors de l'inspection de l'AIEA.

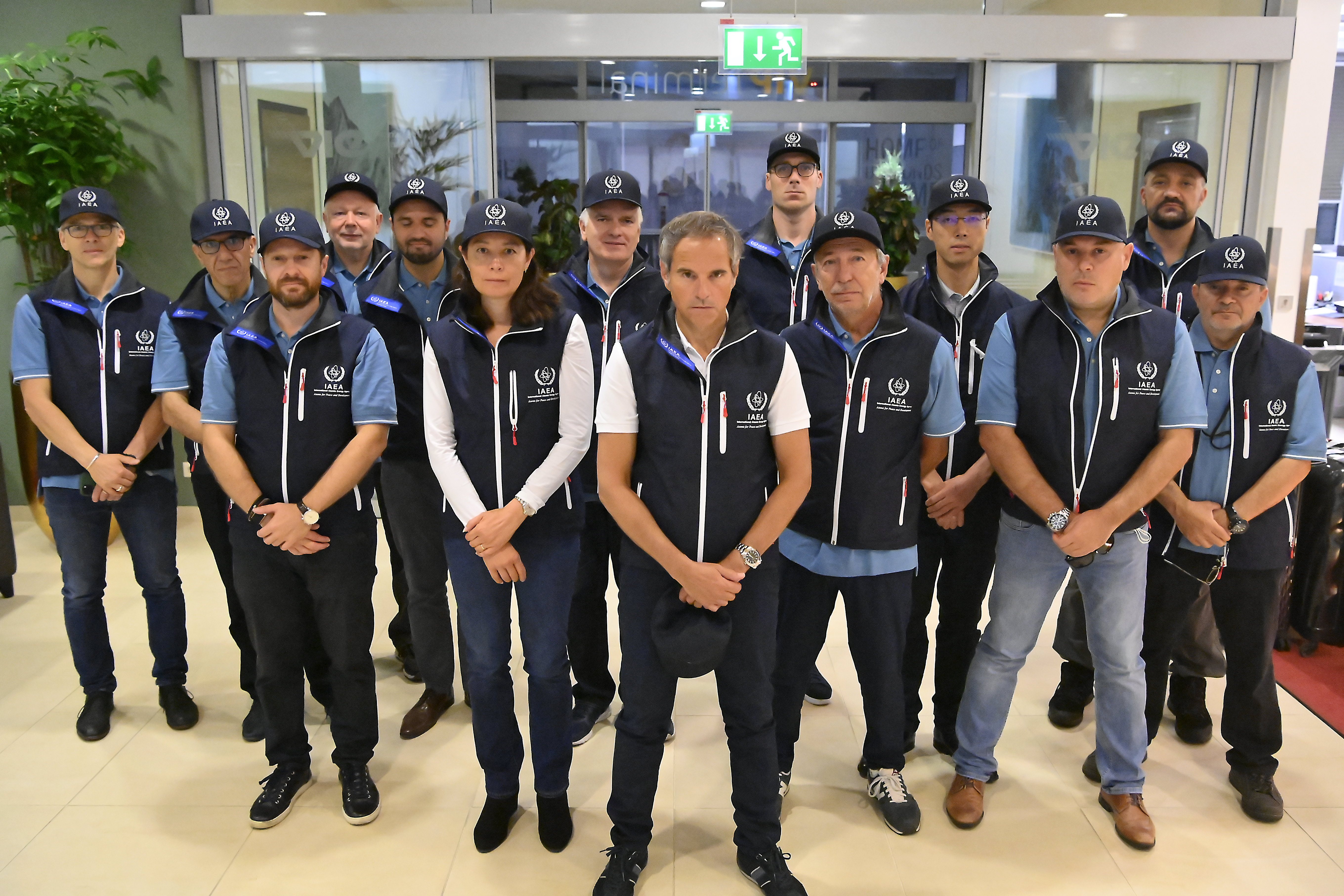
Mission d'experts de l'AIEA quittant Vienne le 29 août 2022. Le Directeur général Rafael Grossi se trouve devant, le chef du Département Sûreté et Sécurité Nucléaire Lydie Evrard est en manches longues et le chef du Département des garanties Massimo Aparo est avec des lacets blancs.

Le 19 août, la Russie a accepté d'autoriser les inspecteurs de l'AIEA à accéder à l'usine de Zaporijjia depuis le territoire sous contrôle ukrainien, après un appel téléphonique entre le président français, Emmanuel Macron, et le président russe, Vladimir Poutine. Un cessez-le-feu temporaire autour de l'usine devait encore être convenu pour l'inspection,. La Russie a signalé que 12 attaques avec plus de 50 explosions d'obus d'artillerie avaient été enregistrées à l'usine et dans la ville d'état-major d'Enerhodar, le 18 août.
Toujours le 19 août, Tobias Ellwood, président du Defence Select Committee (en) du Royaume-Uni, a déclaré que tout dommage délibéré à la centrale nucléaire de Zaporijjia susceptible de provoquer des fuites radioactives constituerait une "violation" de l'article 5 du traité de l'Atlantique nord, selon lequel une attaque contre un État membre de l'OTAN est considérée comme une attaque contre chacun d'eux. Le lendemain, le membre du Congrès américain Adam Kinzinger a déclaré que toute fuite de rayonnement tuerait des personnes dans les pays de l'OTAN, ce qui entraînerait une activation automatique de l'article 5,.
Des bombardements ont touché des décharges de cendres de charbon dans la centrale électrique au charbon voisine le 23 août, et les cendres étaient en feu le 25 août. La ligne de transmission de 750 kV vers la sous-station de Dniprovske, qui était la seule des quatre lignes de transmission de 750 kV qui n'avait pas encore été endommagée et coupée par une action militaire, passe au-dessus des décharges de cendres. Le 25 août à 12 h 12, la ligne a été coupée en raison de l'incendie en contrebas, déconnectant la centrale et ses deux réacteurs en fonctionnement du réseau national pour la première fois depuis sa mise en service en 1985. En réponse, les générateurs de secours du réacteur 5 et les pompes de refroidissement ont démarré et le réacteur 6 a réduit sa production. L'alimentation électrique était toujours disponible via la ligne de 330 kV vers la sous-station de la centrale au charbon, de sorte que les générateurs diesel n'étaient pas essentiels pour refroidir les cœurs des réacteurs et les piscines de combustible usé. La ligne de 750 kV et le réacteur 6 ont repris le fonctionnement à 12 h 29, mais la ligne fut à nouveau coupée par le feu deux heures plus tard. La ligne, mais pas les réacteurs, a repris son fonctionnement plus tard dans la journée. Le 26 août, un réacteur a redémarré dans l'après-midi et un autre dans la soirée, reprenant l'approvisionnement en électricité du réseau.

### Inspection de l'AIEA

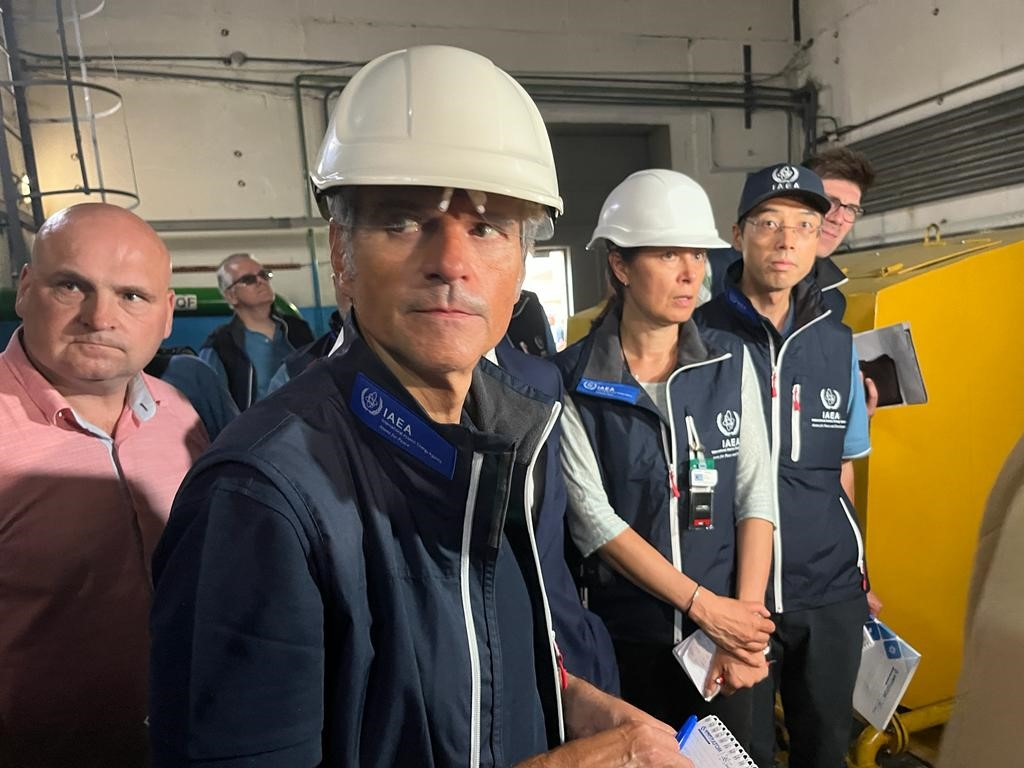
Grossi, Evrard et les membres de l'équipe de la mission AIEA à la centrale le 1er septembre 2022.

Le 29 août, une mission d'experts de l'AIEA dirigée par Rafael Grossi a quitté Vienne. Le 1er septembre 2022, l'équipe de l'AIEA a traversé la ligne de front dans des croiseurs terrestres blancs blindés, où elle a été retenue au premier point de contrôle à l'extérieur de Zaporijjia en raison de rapports de bombardements,. Au cours des jours précédents, la ville d'état-major d'Enerhodar avait été sous un bombardement intense. Grossi a déclaré qu'il était au courant "d'une activité militaire accrue dans la région" mais qu'il poursuivrait sa visite. La Russie a accusé l'Ukraine d'avoir tenté de s'emparer de l'usine ce matin-là avec 60 soldats traversant la rivière Dniepr à 6 h 0 du matin, heure locale. Energoatom a déclaré que le bombardement russe de la centrale avait forcé l'arrêt de l'un des deux réacteurs en fonctionnement. L'équipe de l'AIEA est arrivée à 13 h 0 et a commencé l'inspection,. Grossi a dit que "l'usine et l'intégrité physique de l'usine" avaient été "violées plusieurs fois" et que les inspecteurs de l'AIEA resteraient sur le site.

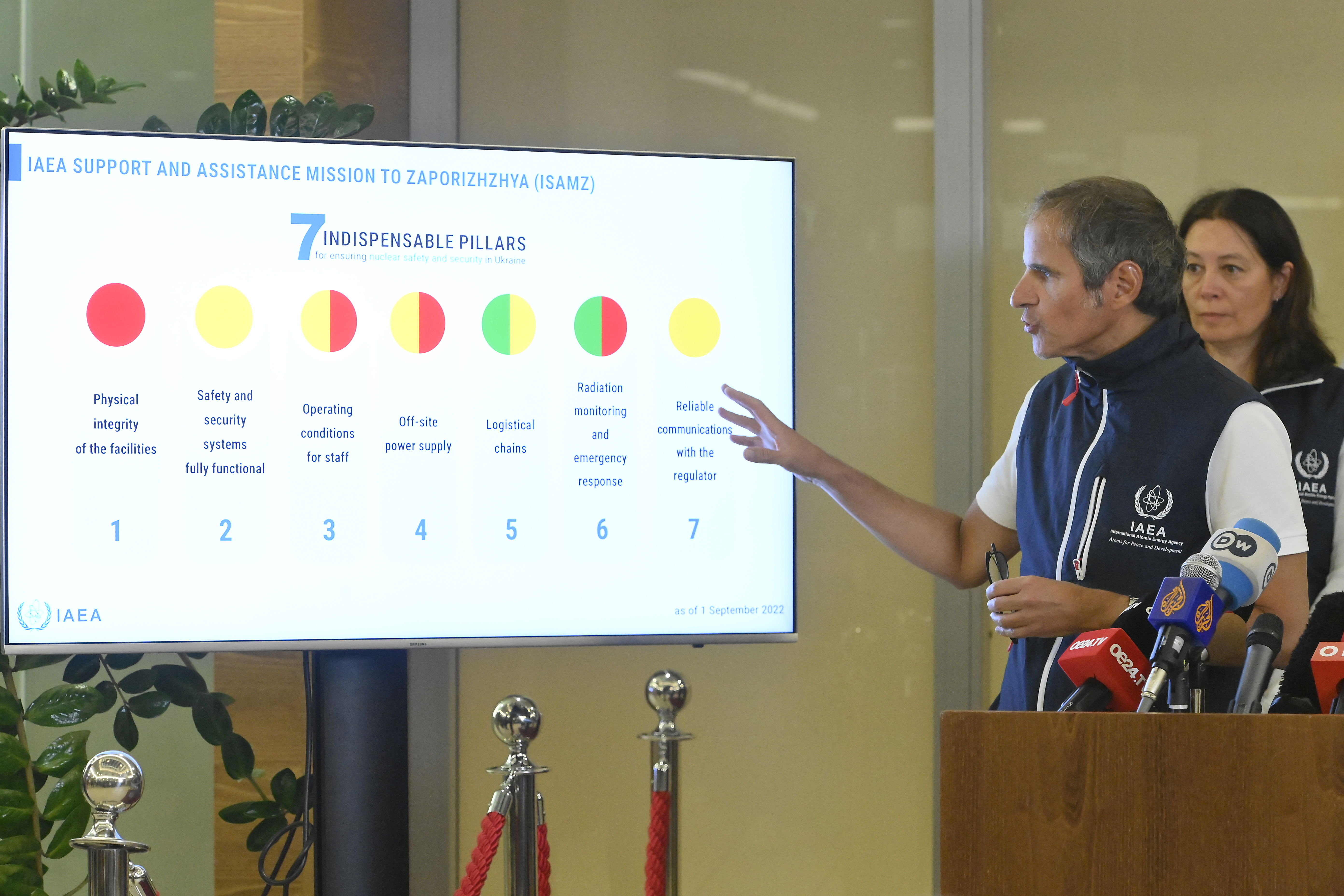
Conférence de presse du directeur général de l'AIEA, Grossi, le 2 septembre 2022.

Le 2 septembre, la Russie a annoncé que les inspecteurs de l'AIEA seraient autorisés à rester en permanence dans la centrale nucléaire. Le président ukrainien Zelensky a critiqué l'AIEA pour ne pas avoir encore appelé à la démilitarisation de l'usine. Lors d'une conférence de presse ce soir-là juste après son retour à Vienne, Grossi a déclaré que six inspecteurs étaient restés à l'usine, et que deux d'entre eux resteraient en permanence. Ils avaient pu voir toutes les parties de la centrale qu'ils avaient demandé à voir, et le personnel de la centrale travaillait de manière admirable et professionnelle avec les experts nucléaires de l'occupant russe. Il a dit que certains membres du personnel de l'usine avaient décidé de partir, tandis que d'autres continuaient à travailler. Deux réacteurs continuaient de fonctionner. Des dommages physiques ont eu lieu à l'usine, et le niveau des opérations militaires dans la région augmentait et sur place, il y a eu des références à des offensives et contre-offensives militaires qui le préoccupaient beaucoup. Il a déclaré que les inspecteurs auraient un effet stabilisateur, mais qu'ils ne pourraient pas arrêter la guerre ni rendre l'usine aux autorités ukrainiennes,. Energoatom a répondu en déclarant que les inspecteurs de l'AIEA avaient été manipulés et que les occupants russes leur ont menti.
Le 2 septembre, l'état-major des forces armées ukrainiennes a déclaré avoir effectué des frappes de précision autour de la ville-état-major d'Enerhodar. Cette nuit-là ou la nuit suivante, des lanceurs MLRS "Grad" russes ont été filmés en train de tirer depuis la zone de la centrale nucléaire.
Le 3 septembre, la Russie a déclaré avoir déjoué une tentative de débarquement de la force ukrainienne de plus de 250 marines vers 23 h 0 ce soir-là en utilisant des hélicoptères et des avions de combat, détruisant 20 navires et en dispersant d'autres,,. Les détails de l'opération d'atterrissage diffèrent dans le temps et selon les médias (TASS a signalé 15 à 40 hors-bords, le ministère de la Défense russe a signalé 7 hors-bords), et aucune preuve photographique ou vidéo n'a été présentée pour l'atterrissage, à l'exception d'une seule vidéo qui a ensuite été révélée comme mise en scène.
Aux premières heures du 3 septembre, des bombardements ont coupé la ligne électrique de Dniprovske, la dernière ligne électrique de 750 kV en fonctionnement de la centrale, mais la production d'électricité s'est poursuivie en utilisant une ligne électrique de réserve de 330 kV via la centrale thermique voisine. Un réacteur a été déconnecté du réseau dans l'après-midi, laissant un en fonctionnement,. Energoatom a déclaré que le réacteur 5 avait été déconnecté du réseau en raison de "bombardements incessants par les forces d'occupation russes".

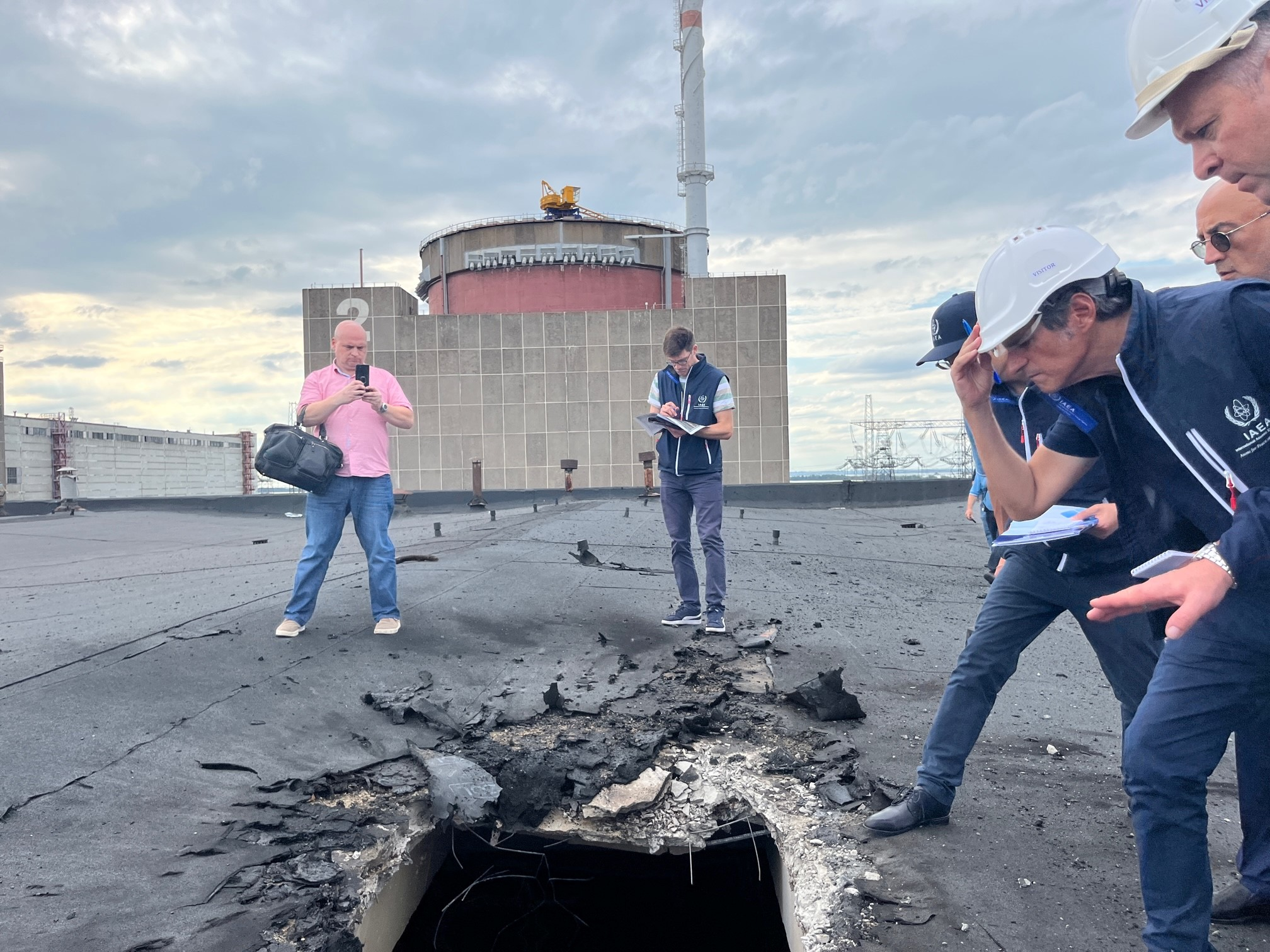
Grossi et des membres de l'équipe de mission de l'AIEA à la centrale le 1er septembre 2022.

Le 5 septembre, l'AIEA a signalé que d'autres obus avaient touché l'usine. La ligne électrique de réserve de 330 kV vers la centrale thermique voisine a été temporairement déconnectée pour éteindre un incendie, le seul réacteur en fonctionnement fournissant l'électricité aux systèmes de sécurité. Comme prévu, quatre inspecteurs sont partis laissant les deux inspecteurs permanents de l'AIEA à la centrale.
Le 7 septembre, le Center for Information Resilience a publié un rapport analysant les images open source disponibles des incidents de bombardement au cours des derniers mois et a conclu que les preuves telles que la direction des cratères d'impact indiquent que le bombardement provenait de zones contrôlées par la Russie, ce qui est cohérent avec l'observation de présence d'armes russes telles que le MLRS dans ces zones.

### Rapport de l'AIEA
Le 6 septembre, l'AIEA a publié un rapport sur les installations nucléaires en Ukraine. La principale conclusion du rapport était que l'occupation de la centrale par les forces armées russes viole les sept piliers de la sûreté nucléaire.
- En mars, lors du siège russe de l'usine, le centre de formation, le laboratoire et le bâtiment administratif ont été endommagés par des projectiles. Au cours des mois suivants, des missiles de croisière russes ont été observés survolant l'usine (mais ciblés ailleurs). En juillet, les troupes russes ont placé des quantités importantes de matériel militaire dans les salles des turbines de l'usine ainsi qu'un certain nombre de véhicules blindés à l'extérieur. En août, les bombardements ont endommagé la station d'azote-oxygène, les alimentations électriques externes, les tableaux de distribution, les transformateurs, l'installation de combustible usé et le câblage utilisé par le système de surveillance des rayonnements. Jusqu'à 40 unités de véhicules militaires se trouvaient à l'usine. Un certain nombre d'autres dommages ont été observés par l'AIEA à l'usine le 3 septembre.

- Les troupes russes ont pris le contrôle des systèmes de sécurité et de contrôle d'accès de l'usine. L'AIEA a noté que les systèmes de sécurité de l'usine devraient être exploités "tels que conçus et autorisés" en vertu de la législation ukrainienne, et que la présence de véhicules militaires à l'intérieur de l'usine viole le fonctionnement des équipements de sûreté et de sécurité de l'usine.

- L'AIEA a noté la présence de 11 membres du personnel de Rosatom qui exigeaient des rapports quotidiens et des "informations confidentielles" du personnel de la centrale, y compris des détails sur les systèmes de contrôle d'accès de la centrale, les opérations, la gestion du combustible et des déchets et les procédures administratives, créant "une interférence avec les lignes normales de commandement ou autorité opérationnelle". La situation a eu un impact négatif sur le personnel de l'usine, qui a travaillé sous un stress et une pression importants et prolongés, ce qui peut entraîner une probabilité accrue d'erreur humaine. L'AIEA a condamné les actes de violence perpétrés "au niveau ou à proximité du ZNPP ou contre son personnel". La mission a également souligné que le personnel d'exploitation a un accès limité à de nombreuses zones de l'usine qui sont contrôlées par l'armée russe, ce qui entrave la capacité de réparer les dommages.

- Jusqu'à 40% des postes liés à la protection physique n'étaient pas pourvus, avec 907 personnes actuellement disponibles pour trois équipes alors que l'effectif normal était de 1 230. Le nombre insuffisant d'employés des pompiers (80 contre 150 en temps normal) a créé un besoin d'augmenter les quarts de travail de 24 à 48 heures.

- Deux des quatre principales lignes à haute tension ont été endommagées au début de l'occupation de la centrale. Plus tard, la troisième ligne a été endommagée. L'AIEA a estimé qu'ayant au total cinq lignes d'alimentation externes, la centrale peut fonctionner en toute sécurité, mais la marge de sécurité a été limitée. L'usine dispose également de 20 générateurs diesel de secours, dont certains ont été utilisés lors de divers bombardements endommageant des parties du système d'approvisionnement.

- Les chaînes d'approvisionnement vers et depuis l'usine, y compris le carburant, les déchets et les pièces de rechange, ont été interrompues par l'occupation et la livraison de pièces de rechange pour les générateurs diesel est devenue "extrêmement difficile" et possible principalement grâce aux arrangements personnels du personnel. Sinon, les réserves matérielles de l'usine étaient suffisantes à 98,5%.

- Hormis une interruption de 24 heures causée par les bombardements, les systèmes de surveillance des radiations fonctionnaient comme prévu. Le centre d'urgence des usines a été occupé par l'administration militaire. Les communications de la direction de la centrale avec l'autorité de réglementation nucléaire ukrainienne ont été fréquemment interrompues et se sont ensuite limitées aux canaux de téléphonie mobile et de courrier électronique, sujets aux interférences de l'armée occupante. Aucune inspection réglementaire n'a été possible depuis le début de l'occupation.

Le 15 septembre, le Conseil des gouverneurs de l'AIEA a adopté une résolution appelant la Russie à quitter la centrale. La résolution a été soutenue par 26 pays et opposée par 2 (Russie et Chine),.

### Arrêt
Après la publication du rapport de l'AIEA, alors que le bombardement de la centrale se poursuivait, la centrale a fonctionné déconnectée du réseau en "mode îlot" pendant quelques jours. Dans ce mode, le dernier réacteur opérationnel était utilisé pour alimenter les propres systèmes de sécurité de la centrale. Le 11 septembre, à 3 h 14, le sixième et dernier réacteur a été déconnecté du réseau, "arrêtant complètement" la centrale. Le communiqué d'Energoatom indique que "des préparatifs sont en cours pour son refroidissement et son transfert à froid". Les deux parties ont continué à se blâmer pour l'action militaire dans et autour de l'usine.
Le 21 septembre, des bombardements à l'intérieur de l'usine ont endommagé des câbles près de la salle des turbines de l'unité 6, provoquant temporairement le fonctionnement de deux des trois générateurs diesel de secours de l'unité 6 pendant environ 40 minutes pour fournir de l'électricité pendant les réparations. Les cinq autres réacteurs n'ont pas été touchés. Le bombardement de la veille a mis hors service l'un des bassins de refroidissement du réacteur.
Le 30 septembre, Ihor Murashov, directeur général de l'usine, a été arrêté par des soldats russes. Energoatom a déclaré que l'arrestation de Murashov menaçait la sécurité de l'usine et a accusé la Russie de tenter de transférer le contrôle de l'usine à la société russe Rosatom. Il a été libéré en quelques jours et a été évacué vers le territoire contrôlé par l'Ukraine.

### Redémarrage potentiel

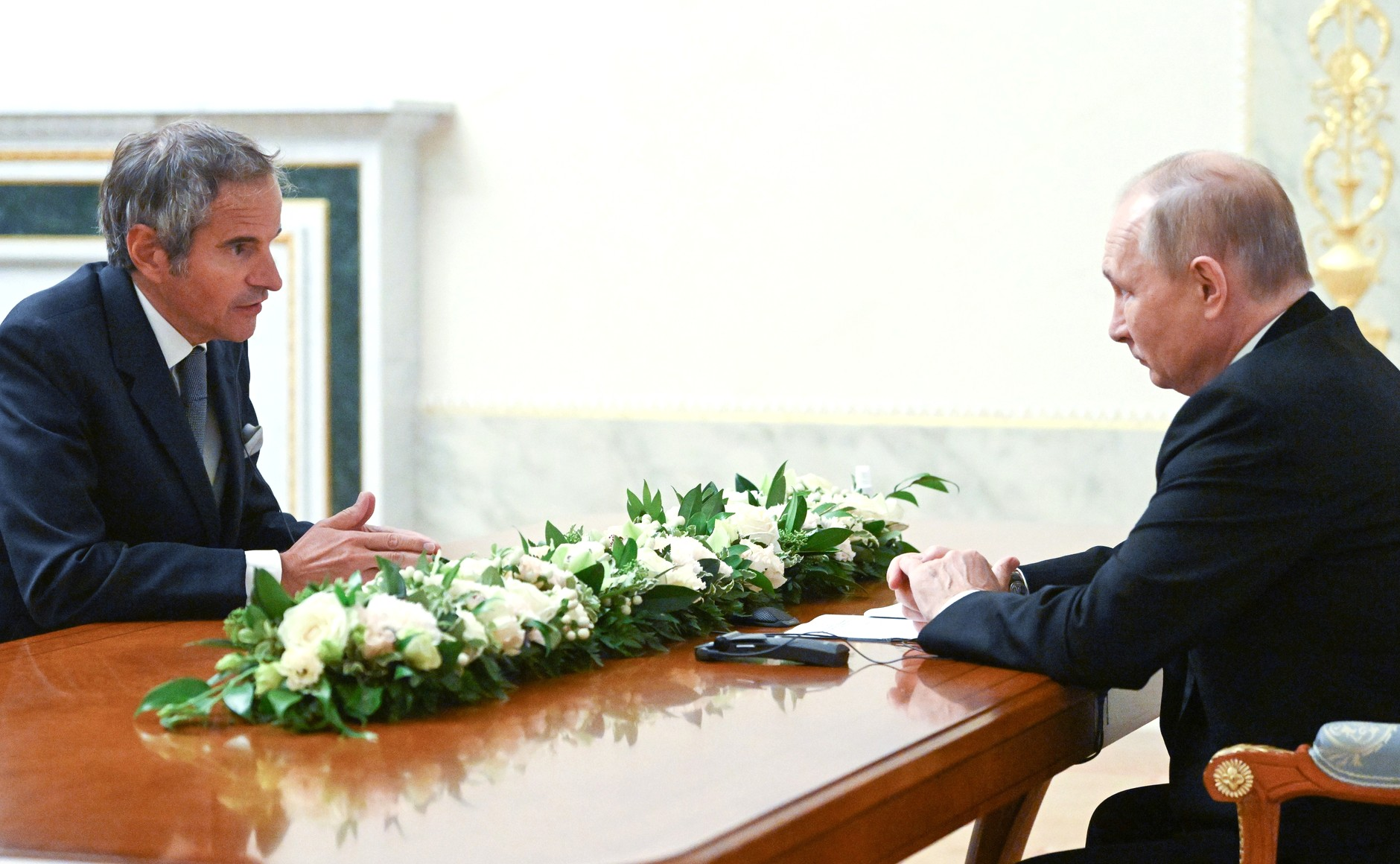
Grossi avec le président russe Vladimir Poutine le 11 octobre 2022.

Le 5 octobre, l'Associated Press a rapporté que dans une interview, le président d'Energoatom, Petro Kotin, a déclaré que la compagnie d'énergie pourrait redémarrer deux des réacteurs en quelques jours, avec une décision à prendre dès le 12 octobre, pour protéger les installations de sécurité. Kotin a déclaré qu'en raison des basses températures de l'hiver prochain, les équipements de sécurité seront endommagés sans chauffage et que le seul chauffage proviendra des réacteurs,,,.
Le même jour, le président russe Vladimir Poutine a décrété la prise de contrôle de l'usine et l'a désignée comme propriété fédérale. Le patron d'Energoatom a également annoncé le rachat,,. Le décret a déclaré qu'après l'adhésion de l'oblast de Zaporijjia à la fédération de Russie, une nouvelle société serait formée, dirigée par l'ancien ingénieur en chef de la centrale nucléaire de Balakovo qui possède des réacteurs nucléaires similaires. Les licences d'exploitation existantes seraient maintenues jusqu'à ce que de nouvelles soient délivrées conformément aux lois russes.
L'Ukraine a qualifié cela de tentative illégale de prise de contrôle de la centrale et a appelé à des sanctions contre Rosatom et d'autres sociétés nucléaires russes. Energoatom a transféré le contrôle administratif de l'usine à son siège à Kiev.
Le 6 octobre, le directeur général de l'AIEA, Grossi, a rencontré le président ukrainien Zelensky à Kiev pour discuter des développements concernant la propriété de la centrale et de la proposition de l'AIEA d'une zone de sûreté et de sécurité nucléaires autour de la centrale. Grossi a ensuite rencontré le président russe Poutine à Moscou le 11 octobre, après quoi Grossi a décidé de rencontrer à nouveau Zelensky.
Le 8 octobre, l'usine a perdu sa connexion aux alimentations électriques externes en raison des bombardements et les générateurs diesel de secours ont démarré. Chaque générateur diesel de secours a du carburant pour fonctionner pendant 10 jours, mais tous n'ont pas besoin d'être utilisés,. Le jour suivant, une ligne électrique de 750 kV a été réparée et connectée au réseau. L'AIEA a signalé que presque tous les jours, des bombardements avaient lieu dans la région de l'usine et qu'une mine terrestre avait explosé à l'extérieur de l'usine, faisant partie d'une série d'explosions de mines terrestres ces dernières semaines. Le 12 octobre, l'usine a de nouveau perdu sa connexion à des alimentations électriques externes en raison de bombardements, la deuxième fois en une semaine.